# Славина, Зинаида Анатольевна
 Зинаи́да Анато́льевна Сла́вина  (6 апреля 1940 — 3 сентября 2019) — советская и российская актриса театра и кино. Народная артистка РСФСР (1986).

## Биография
Зинаида Славина родилась 6 апреля 1940 года в Петергофе. Школу окончила в Риге, куда перевели по службе ее отца. Там же посещала драмкружок и театральную студию при городском Дворце пионеров.

В 1964 году с отличием окончила Театральное училище им. Щукина (курс Анны Алексеевны Орочко), в которое поступила с третьего раза. Вместе с ней на одном курсе учились Марина Полицеймако, Алла Демидова, Борис Голдаев, Алексей Кузнецов, Екатерина Крупенникова. В студенческие годы сыграла главную роль в дипломном студенческом спектакле «Добрый человек из Сезуана» Б. Брехта в постановке Ю. Любимова, который был педагогом в училище. Он стал первым спектаклем Театра на Таганке.
«Славина играет, как играть не принято, как играть нельзя. Эти исступленные крики, эта взвинченная патетика, эта нещадная растрата нервной энергии возвращают нас к полулегендарным временам актеров-романтиков. Актриса “нутра” в театре на Таганке? <…> Даже брехтовскую пьесу-притчу она играет как поэтическую драму, возвращая дидактика и диалектика Брехта к далеким его экспрессионистским истокам. Это Брехт, преломленный через иной национальный темперамент, через традицию полупричитаний-полупроклятий, через Марину Цветаеву (недаром ее стихи введены в спектакль в качестве зонга); это Брехт, в которого добавлена капля женской крови, Брехт кровоточащий, — такого Брехта мы еще не знали», — писал об игре Зинаиды Славиной критик Вадим Гаевский. 
«Доброе, прекрасное, слабое и женственное в своей героине Славина играла с предельной искренностью самовыражения. Она лирически беззаветно отдавалась трагедии, она — вопреки всем предостережениям Брехта — совершенно сливалась со своей героиней».
Когда Любимов возглавил Театр на Таганке, он пригласил в него и Славину, которая четверть века была ведущей актрисой театра. За годы работы в театре сыграла более 1600 спектаклей. Среди её работ: Шен Те — Шуи Та («Добрый человек из Сезуана» Б. Брехта); Катерина («Бенефис» по пьесам А.Н. Островского, «Гроза»); Ольга Берггольц («Павшие и живые» по стихотворениям военных лет); «Антимиры» по стихам А.Вознесенского; «Послушайте!» по произведениям В. Маяковского; Козимл Медичи («Жизнь Галилея» Б. Брехта); Дорина («Тартюф» Мольера); Ниловна («Мать» по М. Горькому); Пелагея («Деревянные кони» по Ф.Абрамову); Азазелло («Мастер и Маргарита» по М. А. Булгакову); Катерина Ивановна («Преступление и наказание» по Ф. М. Достоевскому); Рита Осянина («Зори здесь тихие...» по Б.Васильеву); Вера Павловна («Что делать?» по Н. Г. Чернышевскому); Катерина («Гроза» А.Н.Островского); Василиса («На дне» Горького); Люба («У войны не женское лицо» по С.Алексиевич); Софи Глюк («Прекрасное воскресенье для пикника» Т. Уильямса); «Живой» Б. Можаева; «ВВС (Владимир Семенович Высоцкий)»; Авдотья Назаровня («Иванов» А.П. Чехов); Доктор («Белые столбы» по произведениям М.Е. Салтыкова-Щедрина); Мать солдата («Афган» Н. Губенко); «Очень простая история» (лошадь); «Четыре тоста за победу»; «Мисс и мафия».

Н.Губенко говорил о Славиной: 
«Мы начинали с Зиной вместе. Она много сделала для того, чтобы театр стал популярным. Зина — потрясающая работяга. Такая лошадка, которая всю жизнь, от восхода до заката, ходит по кругу. По кругу театра. Ведь это феноменальная цифра — было сыграно 1600 спектаклей "Доброго человека из Сезуана", где она была бессменной Шен Те и Шуи Та. Если разделить эту цифру на годы, то получится каждый день в течение пяти с лишним лет. Каждый спектакль заканчивался десятиминутными овациями. Потом было 800 спектаклей "Мать", 1000 спектаклей "Тартюфа". И всегда она играла так, что казалось — после этого она умрет. Особенно у нее получаются трагические роли, хотя она и потрясающая комедийная актриса. Это блистательная, подвижническая отдача себя».
Тяжелым потрясением для актрисы стала эмиграция Юрия Любимова в начале 1980-х годов: «Когда Любимов уезжал из страны, оставив театр, нас, своих актеров, я умирала от боли и обиды. Мне казалось невозможным пережить такое предательство. Я его боготворила. Уехав, он разом перечеркнул всё, что было у нас общего, всё, чем я жила многие годы. Меня перечеркнул! Выстрелил в мое сердце. <...> Мне казалось, что с уходом, отъездом Любимова мир рухнул. Как вообще можно играть что-либо, когда тебя — перечеркнули?»
В 1993 году Зинаида Славина с группой артистов Театра на Таганке перешла во вновь созданный театр под руководством Николая Губенко «Содружество актёров Таганки», где служила до последних дней жизни.
Жила в доме №9 по Марксистской улице, который построили в 1977 году, и директор театра Николай Дупак добился, чтобы несколько квартир были отданы актёрам и сотрудникам расположенного неподалёку Театра на Таганке. 
Муж — Борис Сергеевич Курбатов (г.р. 1948). Общих детей в браке не было, но с сыном и дочерью мужа от первого брака у Зинаиды Славиной сложились теплые отношения.
Скончалась 3 сентября 2019 года. Похоронена на кладбище посёлка городского типа Троицкое (муниципальный округ Чехов, Московская область).

## Славина и Высоцкий
Владимир Высоцкий, отвечая на вопрос анкеты 1970 года, назвал Зинаиду Славину любимой актрисой. Когда Зинаида Анатольевна получила звание заслуженной артистки РСФСР, Высоцкий откликнулся следующим стихотворением:
Ты роли выпекала, как из теста:
Жена и мать, невеста и вдова…
И реки напечатанного текста
В отчаянные вылились слова!
Ах, Славина! Заслуженная Зина!
Кто этот искуситель, этот змей,
Храбрец, хитрец, таинственный мужчина?
Каких земель? Каких таких кровей?
Жена и мать, вдова, невеста — роли!..
Всё дам‹ы› — пик, червей, бубей и треф.
Играй их в жизни все равно по школе:
Правдиво, точно — так, как учит шеф.
Из интервью Зинаиды Славиной для книги «Владимир Высоцкий в воспоминаниях современников», автор-составитель А. Линкевич (серия «Владимир Высоцкий. Белорусские страницы», выпуск 12).

## Фильмография
- 1961 — Високосный год — одна из гостей за Новогодним столом
- 1965 — Дорога к морю — Ия Коноплёва
- 1967 — Происшествие, которого никто не заметил — Катя
- 1967 — Сергей Лазо — Анна Яновская
- 1967 — Софья Перовская — нигилистка Корнилова
- 1968 — Новенькая — Ольга Каменева
- 1970 — О друзьях-товарищах — Ольга Даниловна Листопад, комиссар московской ЧК
- 1970 — Салют, Мария! — Соня, сестра Марии
- 1971 — Егор Булычов и другие — Варвара
- 1972 — Четвёртый («Мосфильм», режиссёр А. Столпер) — вдова Гвиччарди
- 1972 — Вашингтонский корреспондент — Доротти Стивенс
- 1973 — Товарищ генерал — Маша Воеводова
- 1973 — Фредерик Моро — госпожа Арну
- 1973 — Каждый вечер после работы — Елена Николаевна
- 1974 — Иван да Марья — баба Яга
- 1975 — Н. А. Некрасов. Русские женщины
- 1976 — Мартин Иден — Мария Сильва
- 1976 — Возвращение — эпизод
- 1977 — Нос — Прасковья Осиповна
- 1977 — Семейные обстоятельства — Анна Воробьёва, мать Сергея
- 1979 — Полоска нескошенных диких цветов — Оксана Кульбака
- 1980 — Там, за семью горами
- 1980 — Юность Петра — женщина в толпе
- 1982 — Бой на перекрёстке — Спиридонова
- 1982 — Детский мир — заведующая складом игрушек
- 1983 — Найди на счастье подкову — Евдокия
- 1984 — Иван Павлов. Поиски истины — тётя Павлова
- 1985 — Новоселье — Алла Ефремовна

1972?-Волшебная скрипка телеспектакль

## Признание и награды
- Заслуженная артистка РСФСР (28.12.1973).
- Народная артистка РСФСР (13.03.1986).